# Paris s'éveille
Paris s'éveille és una pel·lícula franco-italiana dirigida per Olivier Assayas i estrenada el 1991.

## Sinopsi
L'Adrien, de dinou anys, torna amb el seu pare, Clément, de quaranta. Viu amb una jove d'uns vint anys, Louise, que pretén tenir èxit a la televisió. L'Adrien es queda amb ells unes setmanes, durant les quals descobreix que la Louise es droga i es converteix en la seva amant. Aviat es trasllada amb uns okupes i li confessa a Víctor que havia fugit de París després d'un cop.
Després de discutir amb Clément, a qui critica per no estar realment interessat en ella, Louise s'uneix a l'Adrien. Llavors viuen com poden amb diferents feines ocasionals. Louise deixa les drogues, però Adrien la critica per haver posat per a fotos dubtoses. Un dia que es baralla amb ell, accepta les propostes de Zablonsky, presentador de televisió, i passa la nit amb ell. L'endemà, Adrien, buscat per la policia, obté papers falsos per sortir de França i rebutja que l’acompanyi.

## Repartiment
- Judith Godrèche : Louise
- Jean-Pierre Léaud : Clément
- Thomas Langmann : Adrien
- Antoine Basler : Victor
- Martin Lamotte : Zablonsky
- Ounie Lecomte : Agathe
- Michèle Foucher : mare de Louise
- Eric Daviron : dealer
- Édouard Montoute : dealer 2
- Samba Illa Ndiaye : N'Gouabi
- Éric de Roquefeuil : assistent d’audició

## Música
John Cale va ser contactat per Olivier Assayas al final d'un dels seus concerts. El director li va demanar que compongués per a escenes seleccionades de la pel·lícula amb uns requisits molt definits. Uns anys després de l'estrena de la pel·lícula, el compositor es veurà una mica frustrat per aquesta música, declarant que li hauria agradat «|donar una respiració real, més força bruta, fer música menys sintètica». Creu que les cordes que es toquen al sintetitzador tenen un efecte avorrit i que és una mena de «música d'evitació».

## Premis
- Premi Jean-Vigo 1992.[3]
- Nominat al César al millor actor revelació (Thomas Langmann)[4]